# Dżajawarman VII
Dżajawarman VII (ur. między 1120-1125 zm. 1218) – król Kambodży z dynastii angkorskiej panujący w latach 1181–1218, ostatni z tzw. „królów-budowniczych”.  Syn Dharanindrawarmana II i Sri Dżajarajachudamani, córki Harszawarmana III.

## Życiorys

### Przed wstąpieniem na tron
Był najstarszym synem Dharanindrawarmana II (panował w latach 1150–1160), ale po śmierci ojca w obliczu kryzysu wewnętrznego zdecydował się na dobrowolne wygnanie do Czampy, w efekcie czego tron przypadł jego młodszemu bratu Jaszowarmanowi II. W 1165 roku podczas walki o tron między Jaszowarmanem II i Tribhuwanaditjawarmanem próbował wesprzeć swojego brata, przybył jednak zbyt późno żeby zapobiec przejęciu tronu przez tego drugiego. W 1177 roku uzurpator został obalony przez Czamów, którzy zdobyli i złupili Angkor. Przebywający wtedy w Czampie Dżajawarman VII zebrał armię i w 1181 roku wyruszył, aby wyprzeć Czamów ze stolicy, co mu się udało.

### Panowanie
Ożenił się z księżniczką Dżajarajadewi.
Za jego panowania kraj dokonał największej ekspansji terytorialnej. W skład Kambodży, poza terenami Khmerów, weszła cała Czampa, ziemie dzisiejszego Laosu i Tajlandii, część Półwyspu Malajskiego, aż po przesmyk Kra oraz Birma.
Wybudował nową stolicę, Angkor Thom (poprzednią Jaszodharapurę, zrujnowała inwazja Czamów), która w okresie świetności liczyła ok. 1 mln mieszkańców. Kazał wybudować także wiele świątyń: Bajon, Banteay Kdei, Ta Prohm, Preah Khan, Neak Pean i inne. Za jego panowania nastąpił wielki rozkwit nie tylko architektury, ale także sztuki, rzeźby, poezji i nauki, a buddyzm stał się religią dominującą.
Z polecenia Dżajawarmana VII w całym kraju zostały wzniesione 102 szpitale, w tym cztery w nowej stolicy. Zbudował też Taras Trędowatego Króla.
Przedstawiany na płaskorzeźbach jako otyły mężczyzna z włosami związanymi w kok na czubku głowy. Uważany jest za jednego z najwybitniejszych władców Imperium Khmerskiego (obok Surjawarmana II).

## W kulturze popularnej
Dżajawarman VII pojawia się jako przywódca cywilizacji khmerskiej w szóstej części serii gier strategicznych Sid Meier's Civilization.

Jest wiele rzeźb związanych z Dżajawarmanem VII.

Rzeźby Dżajawarmana VII
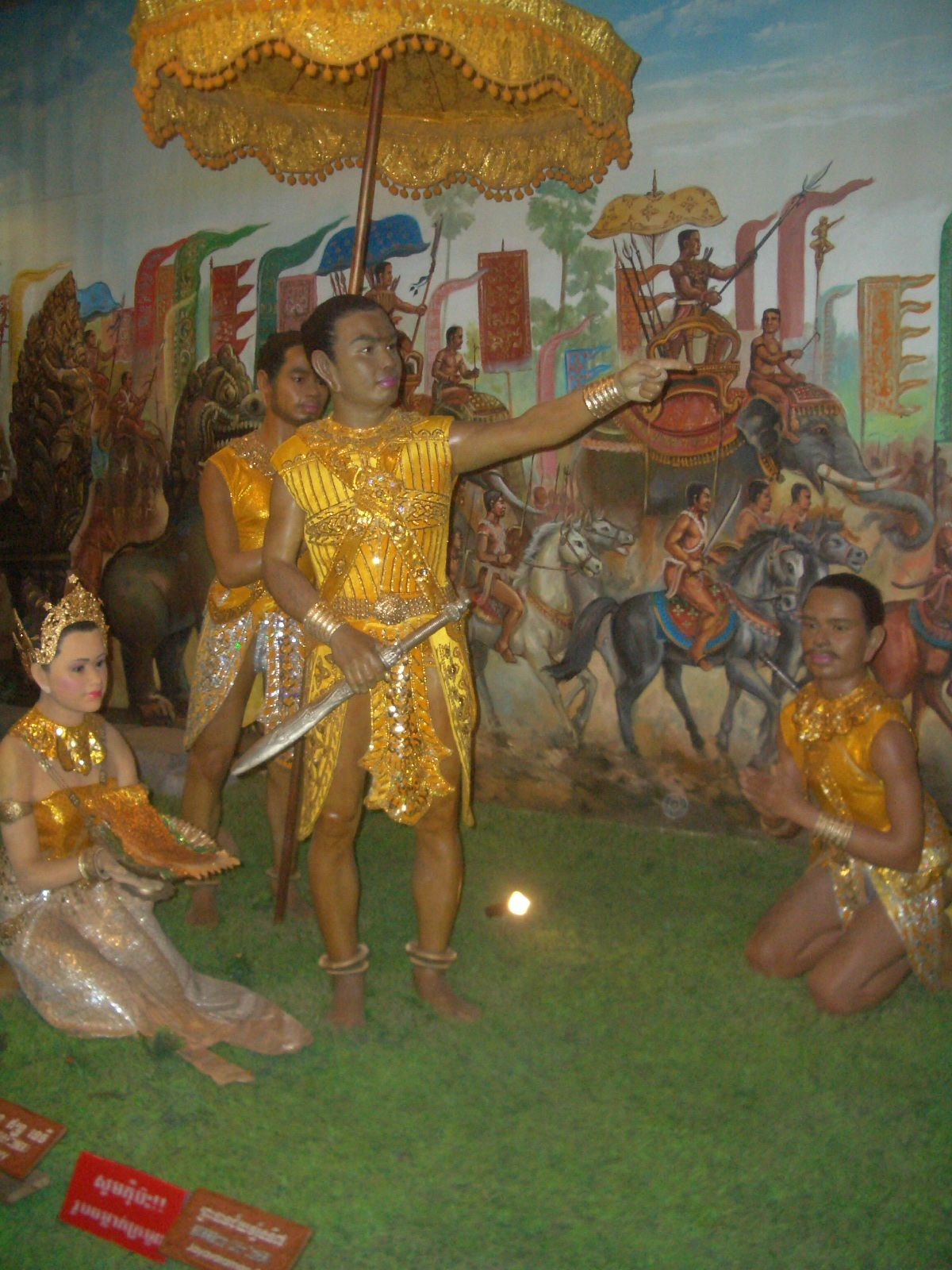
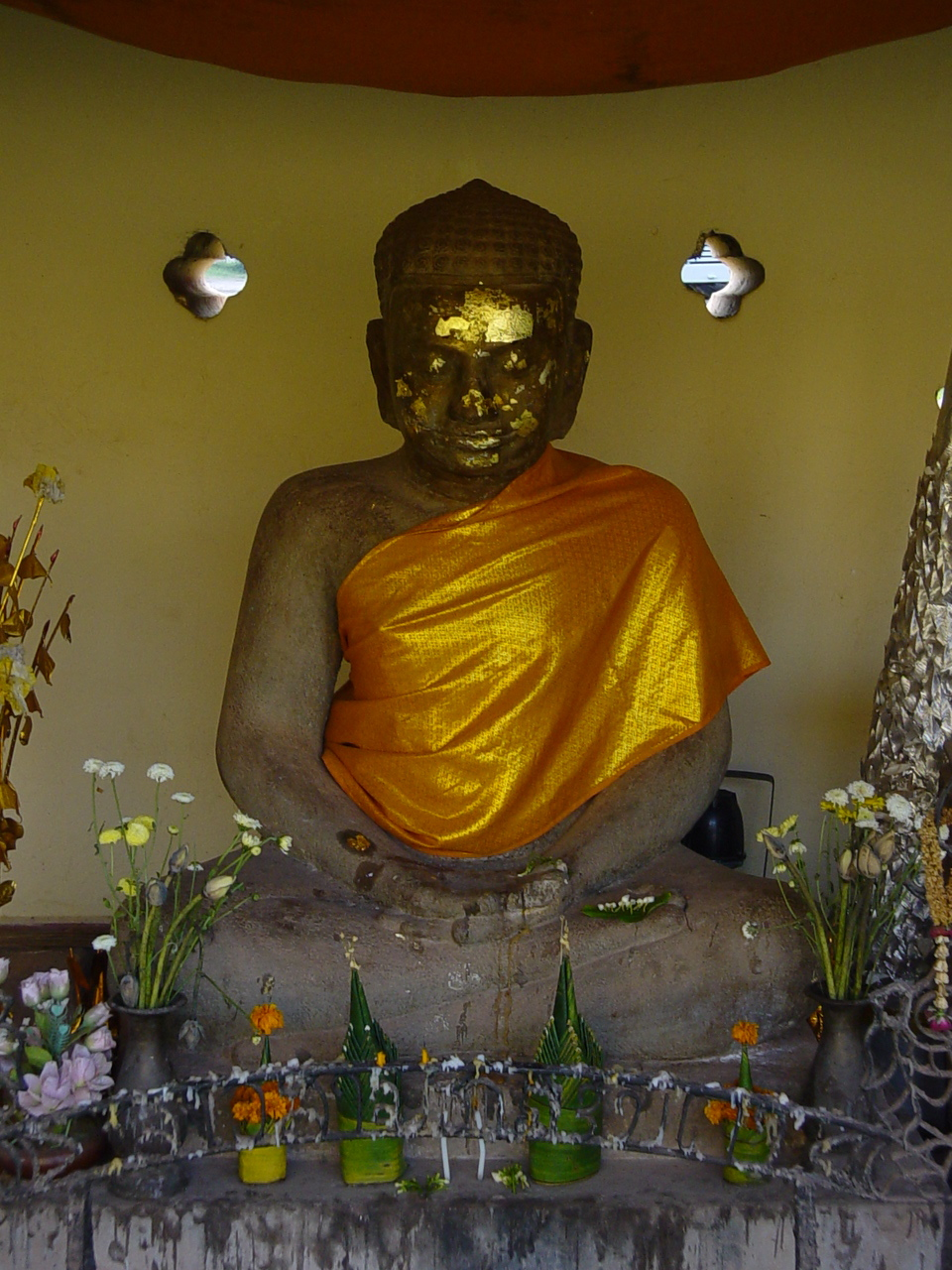
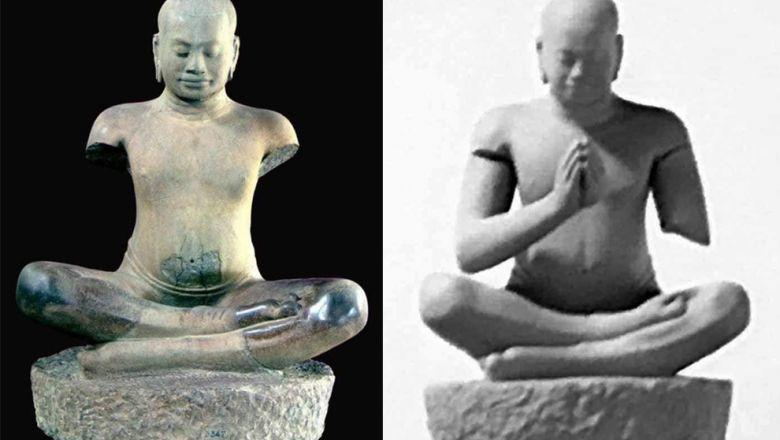
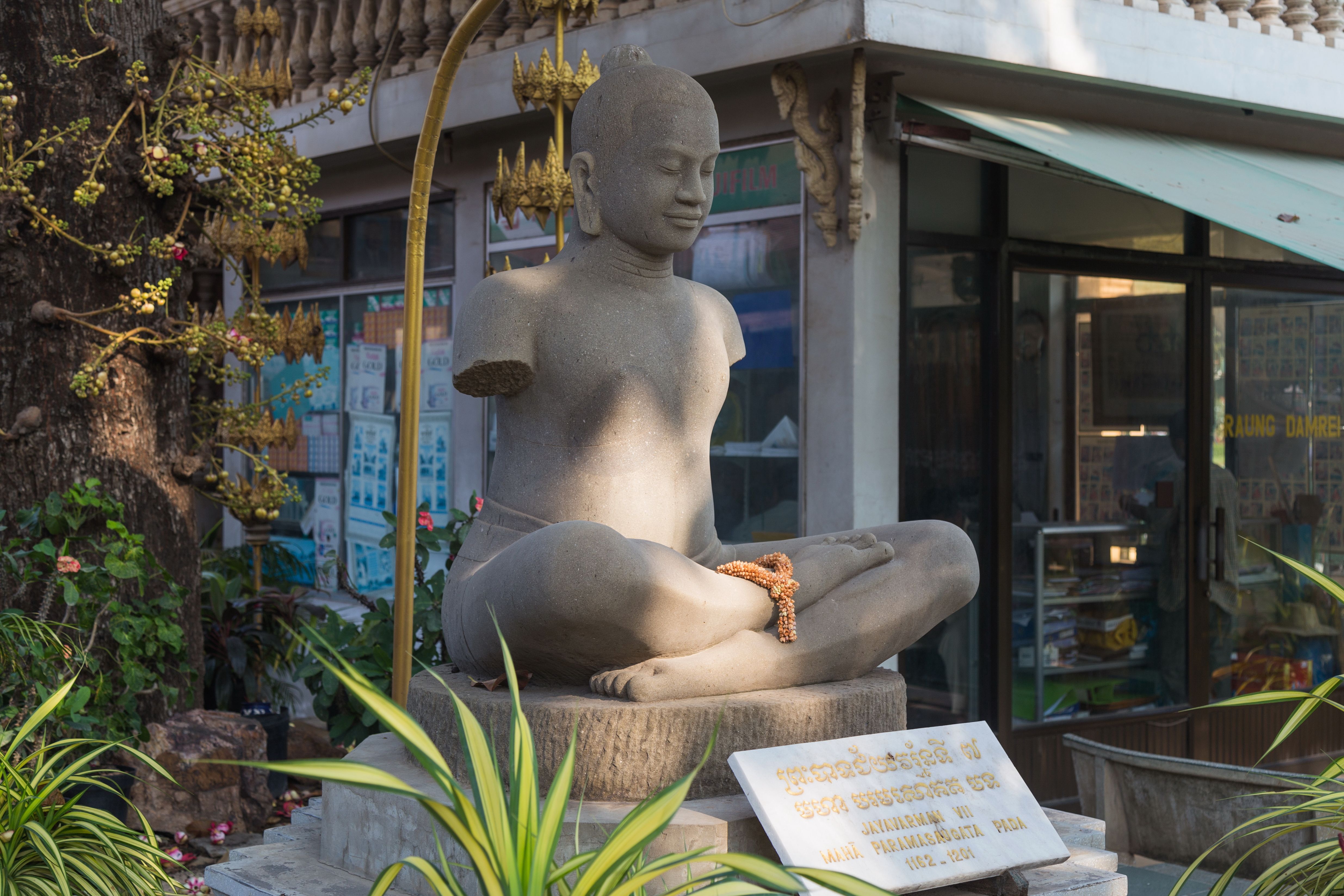